# Politique étrangère de la Slovaquie

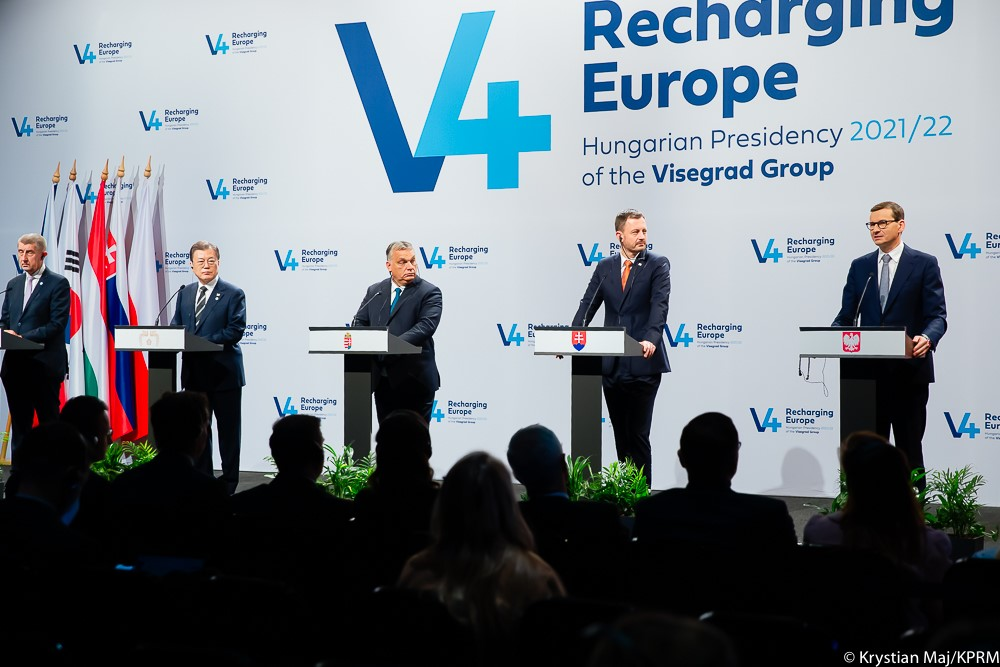
le premier ministre slovaque

Depuis son indépendance le 1er janvier 1993, la Slovaquie est responsable de sa politique extérieure. Elle a adhéré en 2004 à l’OTAN et à l’Union européenne. Elle a aussi été membre non permanent du Conseil de sécurité de l’ONU en 2006-07.

## Union Européenne
L’Union européenne reste la priorité de la diplomatie slovaque.
La Slovaquie a rejoint le premier groupe des pays adhérents et clôturé les négociations lors du Conseil européen de Copenhague, les 13 et 14 décembre 2002. Elle a signé le traité d’adhésion le 16 avril 2003 à Athènes et l’a ratifié massivement (plus de 92 % de oui) lors du référendum des 16 et 17 mai 2003. Son adhésion est devenue effective le 1er mai 2004.
La Slovaquie dispose de 13 eurodéputés, et a ratifié le Traité de Lisbonne le 10 avril 2008 (par 103 voix contre 5).
La Slovaquie soutient en particulier la poursuite de la politique européenne de voisinage et souhaite prendre une part active dans la PESC et la PESD. Elle est attentive aux aspects concrets des politiques de l’Union européenne : budget européen, liberté de circulation des personnes, économie de la connaissance, culture et éducation, énergie, etc..

## Pays voisins
La Slovaquie prête beaucoup d’attention à l’évolution de ses relations avec les pays de la région :
- les relations avec la République tchèque ont un caractère privilégié, tandis qu’avec la Pologne des actions de coopération transfrontalière sont encouragées[1].
- certaines difficultés subsistent avec la Hongrie, tenant à l’histoire et à la question de la minorité magyarophone présente en Slovaquie (10 % de la population), malgré l’existence d’un accord bilatéral signé en décembre 2003 entre les deux pays[1].
- les relations avec l’Allemagne et l’Autriche sont denses, notamment en matière d’échanges économiques et de coopération transfrontalière (avec l’Autriche)[1].
- concernant la politique de voisinage, la Slovaquie - entrée dans l'espace Schengen en décembre 2007 - souhaite renforcer ses relations avec l’Ukraine et favorise une perspective européenne pour ce pays avec laquelle elle partage 98 km de frontière (qui est aussi frontière orientale de l’UE)[1].
- la Slovaquie est attentive à la situation dans les Balkans occidentaux. C’est un diplomate slovaque, Miroslav Lajčák, ancien négociateur artisan du réferendum d’indépendance monténégrin, qui est devenu Haut Représentant de la communauté internationale en Bosnie-Herzégovine en juillet 2007. La Slovaquie entretient de bonnes relations avec la Serbie et encourage toutes les initiatives renforçant la stabilisation politique et démocratique de la région[1]. La Slovaquie n'a pas reconnu l'indépendance du Kosovo[3]
- pays de transit du gaz russe à destination de l’UE, la Slovaquie entretient de bonnes relations avec la Russie, et souhaite les renforcer[1].
- enfin, la Slovaquie s’implique activement dans les structures de coopération régionales telles que le Groupe de Visegrád dont elle a assuré la présidence 1er juillet 2006 - 1er juillet 2007.